# Richard von Frankenberg

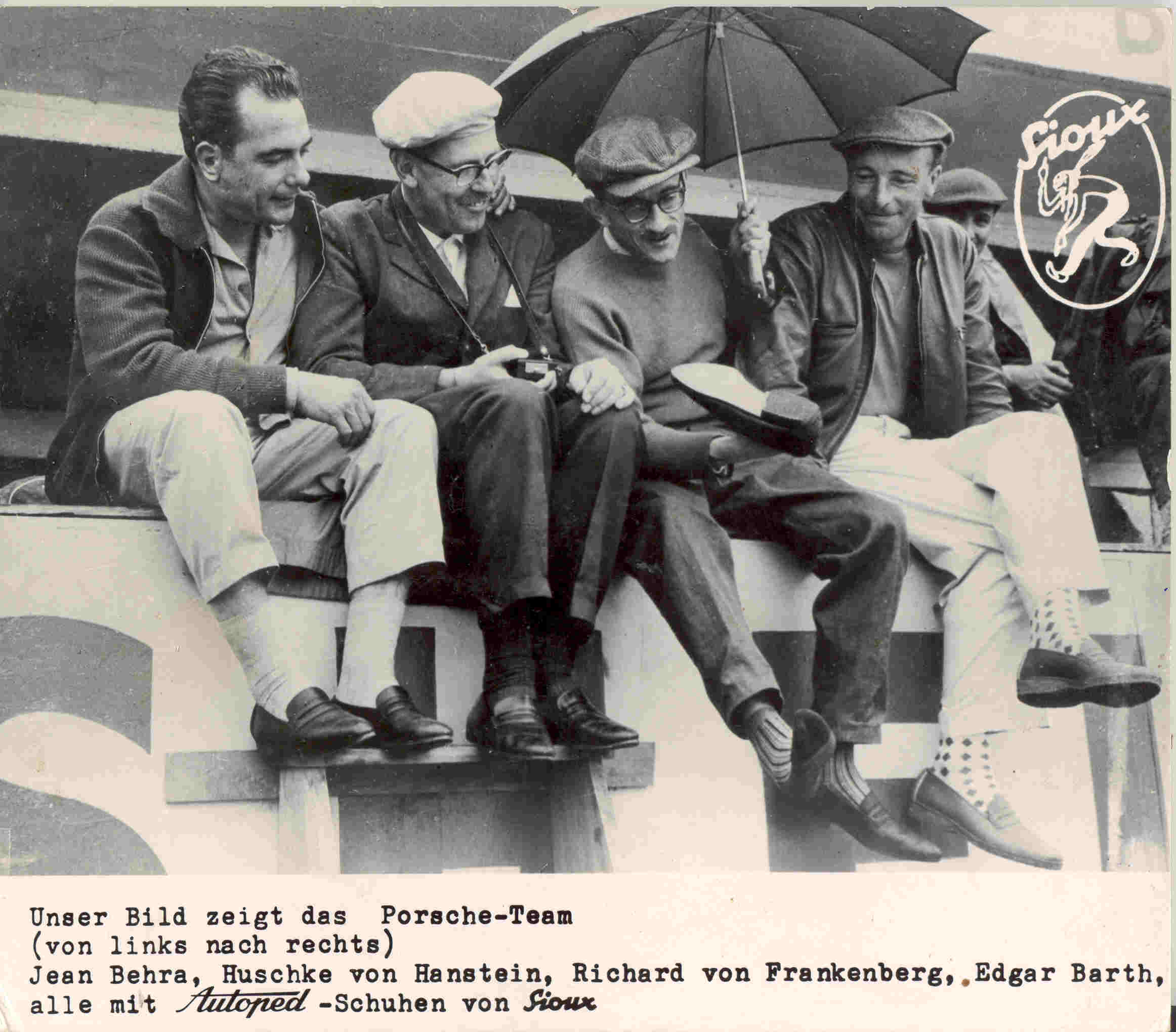
Richard von Frankenberg (zweiter von rechts) mit Jean Behra, Fritz Huschke von Hanstein und Edgar Barth

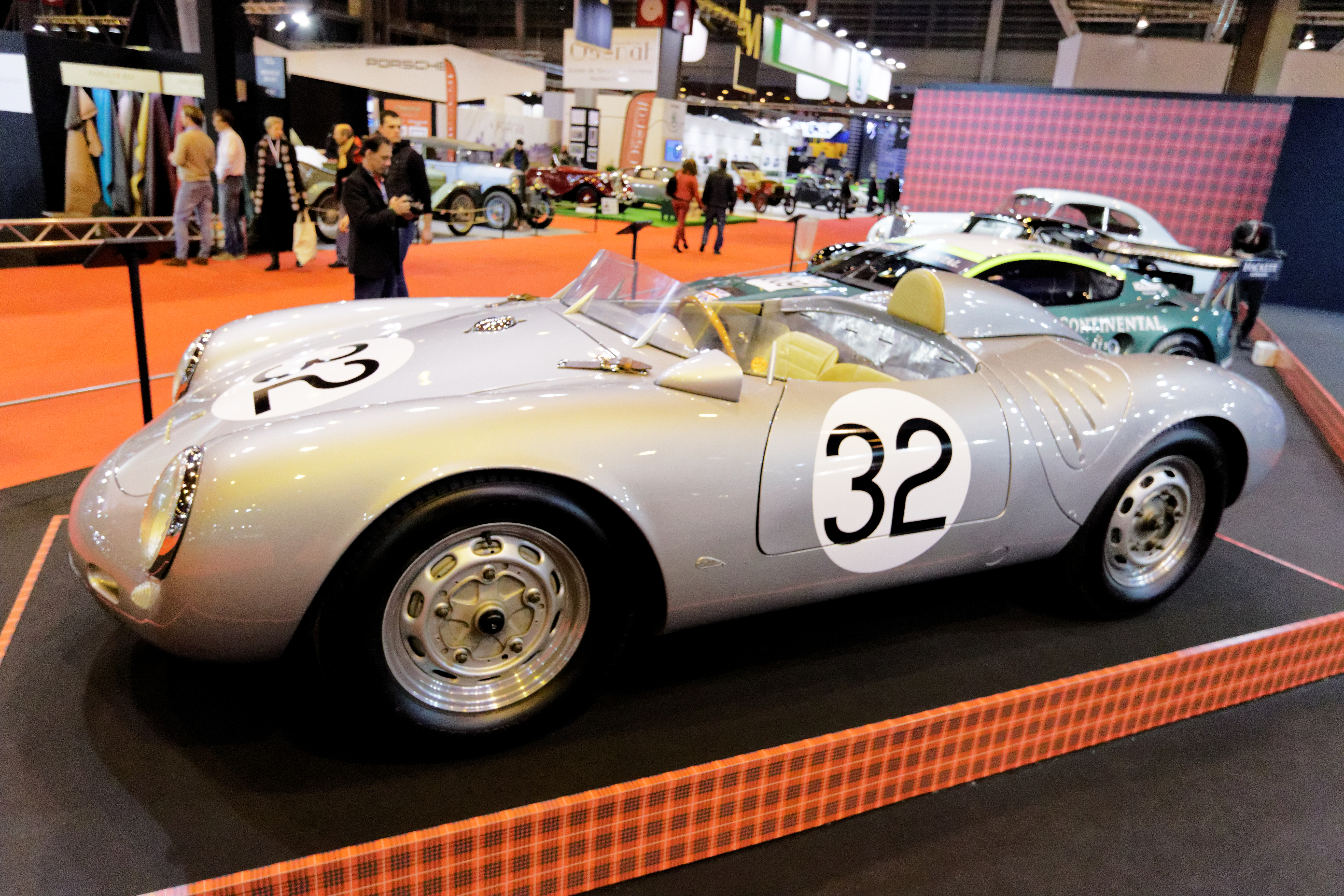
Auf einem Porsche 550 bestritt Richard von Frankenberg viele Sportwagenrennen

Richard-Alexander Ruthard Edi Wolf Eberhard von Frankenberg und Ludwigsdorff (* 4. März 1922 in Darmstadt; † 13. November 1973 in Beilstein) war ein deutscher Automobilrennfahrer der 1950er-Jahre auf Porsche-Sportwagen. Große Bekanntheit erreichte er auch als Motorsportjournalist und Fernsehmoderator. Unter Pseudonymen publizierte er über den Nationalsozialismus.

## Familie
Er entstammte dem alten schlesischen Adelsgeschlecht von Frankenberg und war der Sohn des Schriftstellers Alex-Victor von Frankenberg und Ludwigsdorff (1892–1957) und der Irene-Konstanze von Brauchitsch (1897–1966). Seine Kindheit verbrachte er in Kirchberg/Jagst. Anschließend lebte die Familie in Tübingen. 1933 erhielt sein Vater als „jüdischer Mischling“ Berufsverbot. Dass er im Frühjahr 1945 sogar liquidiert werden sollte, der Tübinger Universitätsprofessor Eduard Kern ihm jedoch bei der Flucht geholfen habe, ist nicht sicher belegt. In der Pogromnacht 1938 riskierte es Richard von Frankenberg die brennende Synagoge in Tübingen zu fotografieren, nachdem er sich unter die NS-Leute gemischt hatte.
Schon mit 16 Jahren beteiligte sich Richard von Frankenberg erfolgreich an Motorrad-Zuverlässigkeitsfahrten und wurde mit 17 Jahren Deutschlands jüngster Motorradsport-Lizenzfahrer. Nach dem Abitur 1939 studierte von Frankenberg, unterbrochen vom Reichsarbeitsdienst, an der Technischen Hochschule München und Stuttgart Maschinenbau. 1942 wurde er zur Wehrmacht eingezogen. Am 25. Dezember 1944 desertierte er bei Haalderen/NL und stellte sich britischen Truppen. In England wurde er auf Grund seiner antinazistischen Einstellung beim deutschsprachigen Dienst der BBC eingesetzt.
Frankenberg heiratete in erster Ehe Edith Neumann (1919–1998). Die Ehe, aus der Sohn Donald (* 1951) und Tochter Stephanie (* 1953) stammen, wurde 1960 geschieden. In zweiter Ehe heiratete er 1960 Margarita Spohn (1939–1961). 1962 heiratete er Helga Brandenburg (* 1935). Aus dieser Ehe stammt Sohn Cypselus (* 1965). Die Ehe wurde 1969 geschieden. 1971 heiratete er Brigitte Müller (* 1942).

## Leben
In der Nachkriegszeit begann seine motorsportliche Karriere auf einer 500-cm³-BMW. Ab 1951 war er auf Porsche erfolgreich im Rallye-Sport und bei Rundstreckenrennen. Von 1953 bis 1960 gehörte er zur Porsche-Werksmannschaft.
1951 beteiligte er sich im Porsche 356 bei Weltrekordfahrten in Montlhéry in Frankreich. Klassensiege bei der Mille Miglia 1954 und 1955 folgten. Mit Porsche errang er in Le Mans 1953, 1955 und 1956 Klassensiege und gewann 1955 auch die Index-Wertung. Im gleichen Jahr wurde er im Porsche Spyder Deutscher Rennsportwagen-Meister. Am 11. Dezember 1955 verlieh ihm Bundespräsident Theodor Heuss das Silberne Lorbeerblatt.
Berühmt wurde von Frankenberg im Jahre 1956, als er mit seinem Porsche Spyder mit 180 km/h aus der Steilwandkurve der Berliner AVUS katapultiert wurde und überlebte.
Seine aktive Karriere begleitete von Frankenberg als Journalist und Buchautor. 1952 gründete er die Porsche-Kundenzeitschrift „Christophorus“, deren Chefredakteur er bis zu seinem Tode war. Er war langjähriger Sportredakteur von „Auto, Motor und Sport“ und veröffentlichte über 30 Bücher zum Motorsport und zur Geschichte des Automobils.
Durch die von ihm verfasste Biographie über Ferdinand Porsche, unter dem Pseudonym Herbert A. Quint 1952 erschienen, entfachte Frankenberg den sogenannten Prioritätsstreit um das Volkswagenkonzept. Nach seiner im Buch enthaltenen Darstellung wäre allein Porsche das Konzept zuzuschreiben, jedoch stellte sich im Zuge eines Prozesses am Landgericht Mannheim mit Urteil im Juli 1955 heraus, dass wesentliche Elemente bereits von Béla Barényi Mitte der 1920er sowie in den frühen 1930er Jahren vorgedacht wurden. Frankenberg war im Prozess der Beklagte und unterlag.
Ab Mitte der 1960er-Jahre war er auch im Fernsehen als Moderator tätig.
1959 war er Präsident des „Deutschen Sportfahrer-Kreis“ (DSK). 1970 gründete er zusammen mit Kraft Fürst zu Hohenlohe das „Deutsche Auto-Museum Schloss Langenburg“.
Unter dem Pseudonym Alexander Borelius publizierte Richard von Frankenberg 1946 und 1947 bei Rowohlt zwei geschichtsphilosophische Abhandlungen über den Nationalsozialismus. Für die „Wendepunkte des Krieges“ von 1950, eine
militärgeschichtliche Darstellung des II. Weltkrieges, wählte er sich das Pseudonym Herbert A. Quint. Unter gleichem Namen veröffentlichte er 1952 (zusammen mit Walter Görlitz) die erste deutschsprachige Hitler-Biografie nach dem Zweiten Weltkrieg.
1973 starb Richard von Frankenberg unverschuldet bei einem Verkehrsunfall auf der Autobahn bei Stuttgart.

## Ehrungen
- Paul Frère-Preis, Belgien (1973)
- Journalistenpreis „Johny-Rozendaal-Uhr“, des Verbandes der Motorjournalisten (VdM), Deutschland (1959)
- Silbernes Lorbeerblatt 1955

## Statistik

### Le-Mans-Ergebnisse
| Jahr | Team       | Fahrzeug                | Teamkollege        | Platzierung             | Ausfallgrund |
| ---- | ---------- | ----------------------- | ------------------ | ----------------------- | ------------ |
| 1953 | Porsche KG | Porsche 550 Coupé       | Paul Frère         | Rang 15 und Klassensieg |              |
| 1954 | Porsche KG | Porsche 550 1500 Spyder | Helm Glöckler      | Ausfall                 | Motorschaden |
| 1955 | Porsche KG | Porsche 550 1500 Spyder | Helmut Polensky    | Rang 4 und Klassensieg  |              |
| 1956 | Porsche KG | Porsche 550 RS Coupé    | Wolfgang von Trips | Rang 5 und Klassensieg  |              |
| 1957 | Porsche KG | Porsche RS 718          | Hans Herrmann      | Ausfall                 | Zündung      |
| 1958 | Porsche KG | Porsche 718 RSK         | Claude Storez      | Ausfall                 | Unfall       |

### Einzelergebnisse in der Sportwagen-Weltmeisterschaft
| Saison | Team                 | Rennwagen               | 1   | 2   | 3   | 4   | 5   | 6   | 7   |
| ------ | -------------------- | ----------------------- | --- | --- | --- | --- | --- | --- | --- |
| 1953   | Porsche              | Porsche 550 Porsche 356 | SEB | MIM | LEM | SPA | NÜR | RTT | CAP |
| 1953   | Porsche              | Porsche 550 Porsche 356 |     |     | 15  |     | DNF |     |     |
| 1954   | Porsche              | Porsche 356             | BUA | SEB | MIM | LEM | RTT | CAP |     |
| 1954   | Porsche              | Porsche 356             |     |     | 29  | DNF |     |     |     |
| 1955   | Porsche              | Porsche 356 Porsche 550 | BUA | SEB | MIM | LEM | RTT | TAR |     |
| 1955   | Porsche              | Porsche 356 Porsche 550 |     |     | 21  | 4   | 16  |     |     |
| 1956   | Porsche William Buff | Porsche 550             | BUA | SEB | MIM | NÜR | KRI |     |     |
| 1956   | Porsche William Buff | Porsche 550             |     |     |     | 6   | 8   |     |     |
| 1957   | Porsche              | Porsche 550             | BUA | SEB | MIM | NÜR | LEM | KRI | CAR |
| 1957   | Porsche              | Porsche 550             |     |     |     | 7   | DNF |     |     |
| 1958   | Porsche              | Porsche 550             | BUA | SEB | TAR | NÜR | LEM | RTT |     |
| 1958   | Porsche              | Porsche 550             |     |     |     | 6   | DNF |     |     |